# ペイクラウドホールディングス
ペイクラウドホールディングス株式会社（英文社名：paycloud holdings inc.）は、東京都港区南青山に本社を置く日本のSaaS企業。

## 概要
ペイクラウドホールディングスはキャッシュレスサービス事業を目的に2006年（平成18年）にレピカとして設立。低い手数料率に強みをもつ、サーバ管理型のプリペイド式電子マネーシステムの提供に加え、大量のメールを一斉に配信できるメール配信サービスをメインに提供していた。2016年にARサービスを手掛ける子会社のアララを吸収合併し、社名をアララに変更。2020年（令和2年）に東京証券取引所マザーズに上場した。2022年（令和4年）には同じくキャッシュレスサービス事業を行うバリューデザインと経営統合をし、決済取扱高が1兆円となる。2024年3月（令和6年）にはデジタルサイネージ関連事業を展開するクラウドポイントと経営統合するとともにホールディングス体制へと移行し、社名をアララからペイクラウドホールディングス株式会社に変更をした。
ペイクラウドホールディングスの傘下には、キャッシュレスサービス事業の株式会社バリューデザイン（本社：東京都中央区、代表取締役社長：林 秀治）、デジタルサイネージ関連事業を展開する株式会社クラウドポイント（本社：東京都渋谷区、代表取締役：三浦 嚴嗣）、メール配信等のソリューション事業を展開するアララ株式会社（旧：アララ分割準備株式会社。東京都港区、代表取締役社長：門倉 紀明）が入っている。

## 沿革
- 2006年（平成28年）8月 - 東京都品川区において「株式会社レピカ」として設立[7]。
- 2007年（平成19年）6月 - 東京都港区青山へ本社を移転[7]。
- 2008年（平成20年）10月 - シエラ株式会社との共同事業製品およびASPサービスを提供。
- 2010年（平成22年）10月 - ARサービスを展開する子会社「アララ株式会社」を設立[7]。
- 2013年（平成25年） - Klab株式会社よりメール配信システム「ACCELMAIL」と個人情報検出ソフト「P-Pointer]の事業譲渡を受け、提供を開始。
- 2016年（平成28年）4月 - 子会社であるアララ株式会社を吸収合併し、商号を「株式会社レピカ」から「アララ株式会社」へ変更[7]。
- 2020年（令和2年） - 東京証券取引所マザーズに上場[7]。
- 2022年（令和4年）6月 - 株式交換により株式会社バリューデザインを完全子会社化[8]。
- 2024年（令和6年）3月 - 株式会社クラウドポイントを完全子会社化。ホールディングス体制に移行。